# De allesweter
De allesweter was een Vlaams quizprogramma op Eén, gepresenteerd door Lieven Scheire. Hierin moesten vier Bekende Vlamingen vragen beantwoorden, terwijl een van hen in een oortje de juiste antwoorden ingefluisterd kreeg. De winnaar mocht het verdiende geld wegschenken aan een goed doel en kon het bedrag verdubbelen door de 'allesweter' aan te duiden.
In het eerste seizoen was het aan het publiek om deze 'allesweter' te ontmaskeren. Zij kregen daarbij hulp van de 'leugendetector', een vijfde bekende Vlaming die probeerde te achterhalen wie de waarheid sprak door bijvragen te stellen. Ook de kijkers thuis konden meespelen via een app.
In het tweede seizoen werd de 'leugendetector' vervangen door duo's van onbekende Vlamingen. Deze 'speurders' konden een geldprijs van €5000 verdienen als ze de 'allesweter' konden aanwijzen. Ook konden kijkers naar een speciaal telefoonnummer bellen om te weten wie de allesweter was.

## Spelverloop

### Seizoen 1
Aan de leugendetectorIn de eerste ronde moeten de kandidaten om het snelst afdrukken.  Een goed antwoord levert 100 punten op. Bij een fout antwoord mogen de andere kandidaten nog eens proberen.
De zwakke plekIn deze ronde kan iedereen tegelijkertijd punten verdienen door het juiste antwoord op te schrijven.  De vragen zijn gebaseerd op de zwakke plekken van elk van de kandidaten. Er kunnen 100 punten per goed antwoord verdiend worden. Wanneer een kandidaat een goed antwoord geeft op een vraag uit zijn eigen zwakke categorie levert dat 200 punten op.
Het verhoorIn de derde ronde krijgt elke kandidaat één minuut de tijd om zoveel mogelijk juiste antwoorden te geven. Een goed antwoord levert 300 punten op. De kandidaat mag zijn onderwerp kiezen uit acht mogelijke categorieën.  Bij een tweede fout antwoord stopt de beurt onmiddellijk. Op het einde van deze ronde valt de kandidaat met de laagste score af.
FinaleDe kandidaten moeten om het snelst afdrukken, wie als eerste vijf juiste antwoorden geeft is gewonnen.  Tijdens deze ronde kan het publiek stemmen op de allesweter. De knop van de kandidaat met de meeste stemmen werkt niet, totdat een andere kandidaat meer verdacht wordt.  De winnaar mag zijn bedrag wegschenken aan een goed doel, en kan dat bedrag bovendien verdubbelen als hij de allesweter kan aanduiden.

### Seizoen 2
Punten pakkenIn de eerste ronde moeten de kandidaten om het snelst afdrukken.  Een goed antwoord levert 100 punten op. Bij een fout antwoord mogen de andere kandidaten nog eens proberen. Op het einde van de ronde verliest de kandidaat die door de speurders als hoofdverdachte aangeduid wordt al zijn punten.
SaboterenIn deze ronde kan iedereen tegelijkertijd punten verdienen door het juiste antwoord op te schrijven. Een goed antwoord levert 200 punten op.  De kandidaat die op het einde van de ronde door de speurders aangeduid wordt als hoofdverdachte moet tijdens de volgende ronde zijn oortje uitdoen.
De kwalificatieIn de derde ronde krijgt elke kandidaat één minuut de tijd om zoveel mogelijk juiste antwoorden te geven. Elk goed antwoord levert 300 punten op.  Bij een tweede fout antwoord stopt de beurt onmiddellijk.  De kandidaten kiezen een onderwerp uit zes mogelijke categorieën. De kandidaat die op de vierde plaats eindigt valt af, maar de speurders kunnen de derde en vierde plaats nog omwisselen als zij denken dat de kandidaat met de laagste score de allesweter is.
De finaleDe kandidaten moeten om het snelst afdrukken, wie als eerste vijf juiste antwoorden geeft is gewonnen.  De winnaar mag zijn bedrag wegschenken aan een goed doel. Tijdens deze ronde kan het duo speurders stemmen en de kandidaat die zij verdenken speelt niet mee.  Wanneer de speurders aan het einde van deze ronde de allesweter kunnen ontmaskeren winnen zij €5000.

## Afleveringen

### Seizoen 1
| Afl. | Uitzenddatum     | Gasten                                                                    | Leugendetector               | Kijkcijfers |
| ---- | ---------------- | ------------------------------------------------------------------------- | ---------------------------- | ----------- |
| 1    | 22 oktober 2015  | Steven Van Herreweghe, Inge Paulussen, Pat Krimson, Phara de Aguirre      | Liesa Naert                  | 644.660     |
| 2    | 29 oktober 2015  | Henk Rijckaert, Jan Verheyen, Lesley-Ann Poppe, Sander Gillis             | Charlotte Van Brabander      | 626.463     |
| 3    | 5 november 2015  | An Lemmens, Herman Brusselmans, Annelies Beck, Kamal Kharmach             | Charlotte Van Brabander      | onbekend    |
| 4    | 12 november 2015 | Maaike Cafmeyer, Siska Schoeters, Olga Leyers, Vincent Byloo              | Frieda Van Wyck              | onbekend    |
| 5    | 19 november 2015 | Christophe Deborsu, Nathalie Meskens, Hilde Van Malderen, Stan Van Samang | Danira Boukhriss Terkessidis | 818.324     |
| 6    | 26 november 2015 | Tom Lenaerts, Saartje Vandendriessche, Pieter Timmers, Tine Embrechts     | Eva Mouton                   | 686.584     |
| 7    | 3 december 2015  | Showbizz Bart, Cath Luyten, Goedele Wachters, Tom Waes                    | Katja Retsin                 | 804.590     |
| 8    | 10 december 2015 | William Boeva, Ian Thomas, Fatma Taspinar, Ruth Beeckmans                 | Liesa Naert                  | 662.602     |
| 9    | 17 december 2015 | Ann Van Elsen, Bill Barberis, Ann Tuts, Steven Mahieu                     | Liesa Naert                  | 732.364     |
| 10   | 31 december 2015 | Adriaan Van den Hoof, Janine Bischops, Jeroen Meus, Karen Damen           | Katja Retsin                 | 663.481     |
| 11   | 7 januari 2016   | Otto-Jan Ham, Els Pynoo, Tia Hellebaut, Marleen Merckx                    | Frieda Van Wijck             | 866.908     |
| 12   | 14 januari 2016  | Sabine Hagedoren, Bart De Pauw, Guga Baúl, Slongs Dievanongs              | Katja Retsin                 | 828.434     |
| 13   | 28 januari 2016  | Regi Penxten, Katrien De Ruysscher, Freddy De Kerpel, Bart Cannaerts      | Danira Boukhriss Terkessidis | onbekend    |
| 14   | 4 februari 2016  | Sven De Leijer, Gaëlle Garcia Diaz, Rudi Vranckx, Sergio                  | Eva Mouton                   | 703.186     |

### Seizoen 2
| Afl. | Uitzenddatum     | Gasten                                                                                 | Kandidaten                                | Kijkcijfers |
| ---- | ---------------- | -------------------------------------------------------------------------------------- | ----------------------------------------- | ----------- |
| 1    | 3 november 2016  | Jandino Asporaat, Sven De Ridder, Bart De Pauw, Walter Grootaers                       | Kathleen De Block en Chloë Goethals       | 643.433     |
| 2    | 10 november 2016 | Steven Van Herreweghe, Bill Barberis, Danira Boukhriss Terkessidis, Christophe Deborsu | Sandra en Leatitia Swennen                | 674.173     |
| 3    | 17 november 2016 | Thomas Smith, An Lemmens, Kürt Rogiers, Maaike Cafmeyer                                | Hubert en Maarten De Witte                | 636.218     |
| 4    | 24 november 2016 | Danira Boukhriss Terkessidis, Bart De Pauw, Maaike Cafmeyer, Aster Nzeyimana           | Frank Coeman en Frank De Groen            | 601.657     |
| 5    | 1 december 2016  | Otto-Jan Ham, Jelle De Beule, Dominique Van Malder, Joris Hessels                      | Els en Rita Camerlinckx                   | 677.299     |
| 6    | 8 december 2016  | Rani De Coninck, Bart Peeters, An Lemmens, Kamal Kharmach                              | Didier Blokland en Brent Philipsen        | 670.253     |
| 7    | 15 december 2016 | Kamal Kharmach, Showbizz Bart, Evi Hanssen, Eline De Munck                             | Linde Merckpoel, Eva De Roo, Bram Willems | 614.613     |
| 8    | 22 december 2016 | Thomas Smith, Philippe Geubels, Laura Tesoro, Showbizz Bart                            | Celine Neutens en Mathias Bouilliart      | 625.157     |
| 9    | 29 december 2016 | David Galle, Liesa Naert, Jelle De Beule, Marcel Vanthilt                              | Stephanie Grossen en Catharina Ackermans  | 676.822     |
| 10   | 5 januari 2017   | Danira Boukhriss Terkessidis, Christophe Deborsu, Bart De Pauw, Bart Peeters           | Veronique Du Rang en Dorien Van de Velde  | 720.660     |
| 11   | 12 januari 2017  | Sven De Ridder, Frank Deboosere, Liesa Naert, Kamal Kharmach                           | Laure Humblet en Nathalie van der Donckt  | 694.357     |
| 12   | 19 januari 2017  | Maaike Cafmeyer, Herman Brusselmans, Danira Boukhriss Terkessidis, Showbizz Bart       | Jan Keymis en Flo Van Staey               | 691.418     |
| 13   | 26 januari 2017  | Hilde De Baerdemaeker, Bill Barberis, Maaike Cafmeyer, Gilles Van Bouwel               | Steven Devliegere en Joachim Lavent       | 659.438     |